# تربل
تربل هي إحدى القرى اللبنانية من قرى قضاء زحلة في محافظة البقاع.
ترتفع تربل عن سطح البحر حوالي 900 م. و هي تبعد عن بيروت 61 كلم و عن مدينة زحلة 13 كلم.
يعود اصل تسمية تربل الى السريانية جبل الاله بيل TUR BILL .
تتميز بلدة تربل بزراعتها و خصب الارض و بنوعية انتاجها الزراعي و مياه الري النظيفة من ابارها الارتوازية ومن ابرز انتاجها الزراعي البطاطا و البصل و الثوم و الخضروات و العنب.
تتمتع البلدة بموقع سياحي و بيئي مميز على سفح جبل و هي تتمتع بمناخ معتدل على مدار السنة.
في تربل متحف سياحي مميز في لبنان فهو يظهر نمط من العمران و من الحياة التقليدية الريفية في لبنان، متحف تربل تم افتتاحه عام 2004 و هو يستمر اليوم في استقبال زواره و هو مدرج على الخريطة السياحية اللبنانية.
يسكن تربل اكثر من 5000 نسمة في حين ان عدد الناخبين فيها حسب احصائات 2025 هو 2641 ناخب يتوزعون بين المذاهب المسيحية من موارنة و كاثوليك و روم ارثوزكس و سريان.
خرّجت تربل عير الاجيال شخصيات عظيمة لمعت في الادب و الثقافة و العلم و الصحافة.
فمنها خرج احد مؤسسي الاذاعة اللبنانية غنطوس الرامي (1910) و منها الصحفي الكبير انيس مسلم (1932) مؤسس فروع للجامعة اللبنانية في البقاع كما انه ولد في تربل العديد من الرهبان و الراهبات الذين اغنوا الحياة الرهبانية في لبنان.
تبوء ابن تربل الدكتور طوني ابو خاطر مقعدا" في البرلمان اللبناني عام 2009 حتى عام 2018.
تحتوي تربل على المركز الدولي للبحوث الزراعية في المناطق الجافة (ايكاردا) منذ عشرات السنوات و الاهم من ذلك انه في عام 2013 علنت ايكاردا في بلدة تربل  عن الإطلاق الرسمي لبنك الجينات اللامركزي. وهو واحد من بنكين أستحدثا في لبنان والمغرب، بعد سحب كميات من البذور المخزنة في قبو سفالبارد العالمي للبذور Svalbard Seed Vault في النروج، وهو ما يعرف بقبو القيامة من هنا اعطى هذا المركز اهمية كبرى لبلدة تربل في لبنان و العالم.